# Dryptodon decipiens
Dryptodon decipiens là một loài Rêu trong họ Grimmiaceae. Loài này được (Schultz) Loeske mô tả khoa học đầu tiên năm 1910.